# 公共放送のあり方について考える議員の会
公共放送のあり方について考える議員の会（こうきょうほうそうのありかたについてかんがえるぎいんのかい）は、日本の議員連盟。
2009年（平成21年）6月11日発足。日本放送協会 (NHK) のあり方について研究や提言をおこなっている。

## 概要
2009年（平成21年）4月5日放送の、NHKスペシャル「シリーズ JAPANデビュー第1回アジアの“一等国”」の内容が偏向していることなどを検証している。6月11日、古屋圭司会長は、発足にあたり、「報道の自由は堅持すべきだが、国民からいろいろな意見が寄せられた。有識者の意見を聞きながら検証を深めたい」と述べている。約60人の議員が設立総会に出席した。

## 主な所属議員
- 古屋圭司 - 会長
- 稲田朋美 - 事務局長

## 引退・落選議員
- 中川昭一[1]（2009年に落選）
- 森喜朗（2012年に引退）
- 安倍晋三[1]（2022年に死去）